# Otfried Czaika
Otfried Bernhard Czaika (* 15. Januar 1971 in Bad Gandersheim) ist ein deutsch-schwedischer Kirchenhistoriker mit Schwerpunkt in der Frühen Neuzeit.

## Leben
Czaika studierte von 1992 bis 1997 evangelische Theologie, Germanistik, Skandinavistik und Finno-Ugristik an den Universitäten München, Linköping und Uppsala. Von 1998 bis 2002 war er Doktorand zunächst an der Ludwig-Maximilians-Universität in München und sodann an der Universität Helsinki. 2002 wurde er mit der Arbeit David Chytraeus und die Universität Rostock in ihren Beziehungen zum schwedischen Reich in Helsinki zum Dr. theol. promoviert. Von 2003 bis 2007 war Czaika Lehrstuhlvertreter für Kirchengeschichte an der Universität Linköping und von 2007 und 2013 als Forscher und Bibliothekar an der Königlichen Bibliothek in Stockholm, der schwedischen Nationalbibliothek, tätig. Seit 2013 ist er Professor für Kirchengeschichte mit Schwerpunkt Reformationsgeschichte an der privaten teologiske menighetsfakultet (Norwegian School of Theology) in Oslo. Seit 2017 ist Czaika zudem als Bistumstheologe am Bistum Karlstad  für die Schwedische Kirche tätig.
Seine Forschungsinteressen liegen auf der skandinavischen Kirchengeschichte der Frühneuzeit, der schwedischen und finnischen Buchgeschichte in der Zeit der Reformation und Konfessionalisierung sowie der skandinavischen Verfassungsgeschichte von etwa 1500 bis 1900. Zudem hat sich Czaika mit der Rolle des kollektiven Gedächtnisses für das Reformationsgedenken und Periodisierungsfragen zur Geschichte des Spätmittelalters und der Frühneuzeit gewidmet.
Czaika hat neben der deutschen auch die schwedische Staatsbürgerschaft; er wohnt im schwedischen Hammarö.

## Schriften (Auswahl)
Als Autor:
- David Chytraeus und die Universität Rostock in ihren Beziehungen zum schwedischen Reich (= Schriften der Luther-Agricola-Gesellschaft, Band 51). Luther-Agricola-Gesellschaft, Helsinki 2002, ISBN 951-9047-60-3
- Elisabet Vasa: en kvinna på 1500-talet och hennes böcker. Stockholm 2009. ISBN 978-91-7000-234-2
- Sveno Jacobi: boksamlaren, biskopen, teologen. En bok- och kyrkohistorisk studie. Helsinki/Skara/Stockholm 2013 ISBN 978-91-7000-285-4
- mit Simo Heininen: Wittenberger Einflüsse auf die Reformation in Skandinavien. In: EGO = European history online, hrsg. vom Institut für Europäische Geschichte Mainz[6]

Als Herausgeber:
- mit Heinrich Holze: Migration und Kulturtransfer im Ostseeraum während der Frühen Neuzeit. Kungliga biblioteket, Stockholm 2012, ISBN 978-91-7000-276-2
- mit Pelle Snickars und Jonas Nordin: Information som problem: Medieanalytiska texter från medeltid till framtid. Stockholm 2014, ISBN 978-91-981961-1-5[7]
- Then Swenska Psalmeboken 1582. Utgåva med inledande kommentarer. Helsinki/Skara 2016, ISBN 978-91-86681-31-9
- Några Wijsor om Antichristum [1536] samt handskrivna tillägg. Utgåva med inledande kommentarer. Helsinki/Skara 2019, ISBN 978-952-5031-89-8.
- mit Wolfgang Undorf: Schwedische Buchgeschichte. Zeitalter der Reformation und Konfessionalisierung. Göttingen 2021, ISBN 978-3-525-56497-4.[8]
- mit Heinrich Holze und Regine Elhs (Hrsg.): Von Büchern, Schmuck und Küchenkram. Der Nachlass der schwedischen Prinzessin Elisabeth Wasa in Verzeichnissen. Böhlau, Köln 2024, ISBN 978-3-412-53049-5